# Diarthrognathus broomi
Diarthrognathus broomi è un tetrapode estinto, appartenente ai terapsidi. Visse nel Giurassico inferiore (Hettangiano, circa 198-196 milioni di anni fa) e i suoi resti fossili sono stati ritrovati in Sudafrica.

## Descrizione
Questo animale è noto quasi essenzialmente per fossili di esemplari giovani di dimensioni minuscole. Si suppone che gli esemplari adulti non superassero i 50 centimetri di lunghezza. 
Diarthrognathus (il cui nome significa "mascella dalle due articolazioni") è molto interessante perché possedeva una struttura delle fauci simile sia ai mammiferi che ai rettili. L'articolazione rettiliana era collocata tra le ossa quadrato e articolare, mentre quella mammaliana era collocata tra le ossa squamoso e dentale. L'osso articolare e il quadrato si modificarono fino a diventare, nei mammiferi, ossa dell'orecchio medio. Questa transizione esemplificata da Diarthrognathus suggerisce che la selezione naturale favorì i mammiferi, dotati di un morso più potente.

## Classificazione
Diarthrognathus broomi venne descritto per la prima volta da Crompton nel 1958, sulla base di resti fossili ritrovati nella zona di Maquatleng, in Sudafrica. Questo animale venne attribuito agli ictidosauri (ora noti come triteledontidi), un gruppo di piccoli terapsidi molto vicini all'origine dei mammiferi. Assai simile era Pachygenelus, un animale leggermente più antico, considerato a lungo identico a Diarthrognathus; in ogni caso, attualmente i due generi sono considerati distinti (Agostinelli et al., 2008).

## Significato dei fossili
La doppia articolazione mandibolare di Diarthrognathus unisce caratteristiche di rettili e mammiferi, e quindi ha permesso di ritenere del tutto prive di fondamento le idee creazioniste secondo cui questa transizione era impossibile. Questo tipo di mandibola può essere riscontrato anche in altri terapsidi evoluti (cinodonti) e in altri mammaliaformi primitivi.